# Іншопланетяни в науковій фантастиці

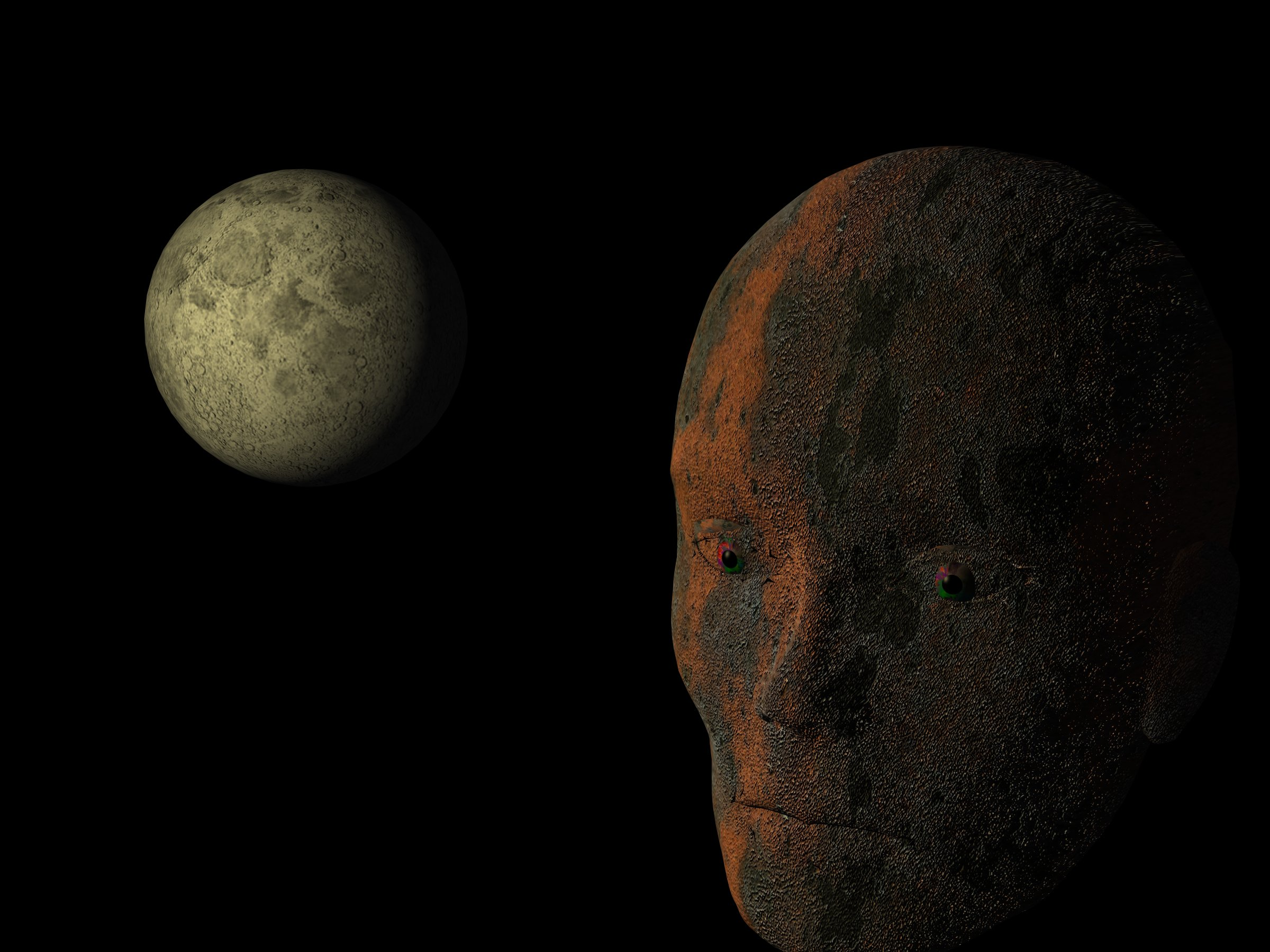
Враження художника від чужого обличчя

Іншопланетяни в науковій фантастиці та загалом у масовій культурі представлені як загалом розумні форми життя з планети, відмінної від Землі. Їх також часто називають прибульцями; цей термін є антропоцентричним і використовується для позначення гіпотетичних представників та представниць нелюдських цивілізацій з або на інших планетах, навіть у контексті їх рідного середовища існування. Це можна розглядати як повернення до класичного значення «чужий», як позначення «іншого». Вживане в багатьох моваж слово «чужий» (від латинського alienus з різним значенням «належить іншим, іншим; іноземець; чужий; несприятливий») зазвичай вказує на суб'єкта, який є чужим для свого оточення.
Хоча наукова фантастика не бачила своєї кодифікації як жанру до першої половини ХХ століття, іншопланетяни вже з'являються в ранній фантастиці, ще в античності, у філософських романах, часто у зв'язку з темою "множинності світів", або в сатирі з соціальним і політичним підтекстом.
У ранній науковій фантастиці американських pulp-журналів іншопланетяни часто зображувалися як монстри або «зелені чоловічки», а загалом як стереотипні персонажі, здебільшого злісні антагоністи людського героя, або, щонайбільше, в ролі «напарника» головного героя. У цих ранніх пригодницьких історіях інопланетяни часто походили з планети Марс або інших місць Сонячної системи. З розвитком астрономічних спостережень і дослідження космосу їхнє походження було перенесено на більш віддалені позасонячні планети. З появою уфології наприкінці 1940-х років і космічної гонки під час холодної війни, іншопланетяни знову зацікавили громадську думку і стали популярним предметом досліджень. З появою у 1960-1970-х роках «нової хвилі» та «соціологічної наукової фантастики» у художній літературі ці постаті відійшли від простої ролі монстрів і жорстоких загарбників, щоб бути описаними більш складно в їхніх психологічних і культурних аспектах, долаючи попередні стереотипи і все частіше стаючи головними героями історій разом з їхньою цивілізацією і середовищем існування.
Тим часом у масовій культурі стереотип «зелених чоловічків» змінився стереотипом «сірих чоловічків» із публікацій про НЛО.

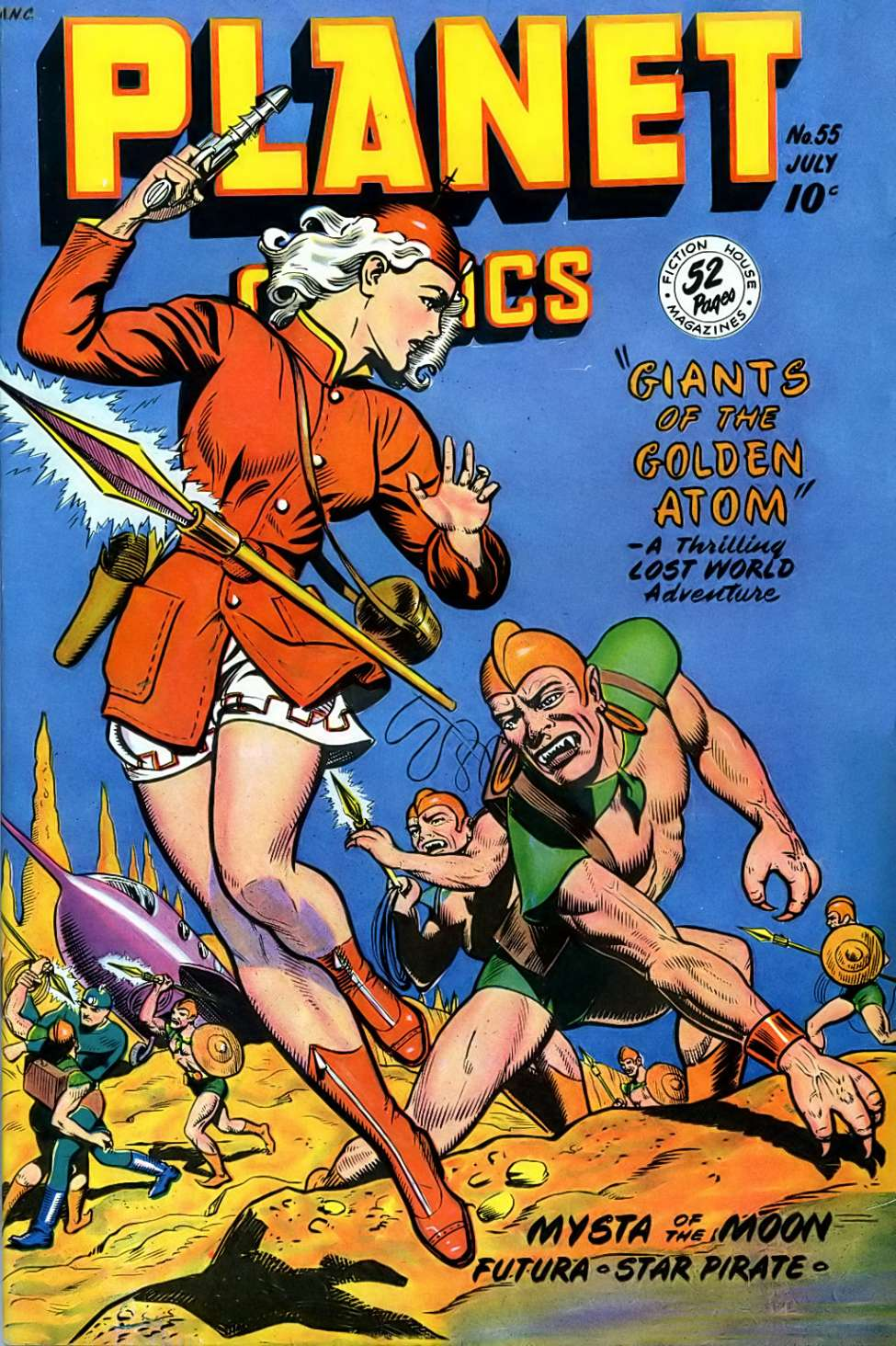
Обкладинка науково-фантастичного журналу коміксів Планет комікс (липень 1948 р.), на якій зображено ворожих інопланетян, які женуться за дівчиною.

## Еволюція поняття позаземного в художній літературі

### Історичні ідеї

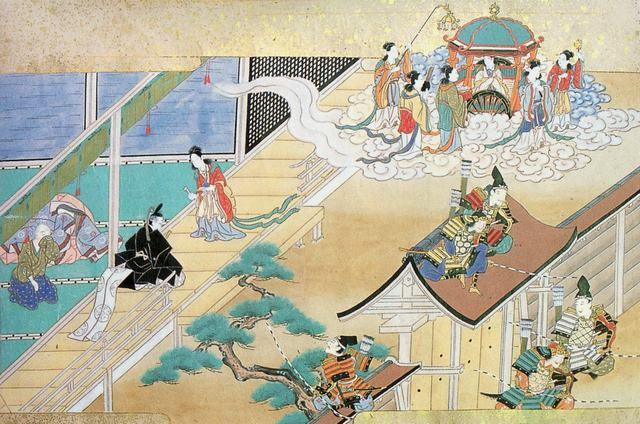
Кагуя-хіме повертається на Місяць у Tакеторі моноґаторі («Історія бамбукового різака»), Х століття.

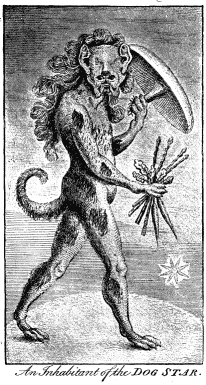
Мешканець собачої зірки в «Пригодах барона Мюнхгаузена», 1793

Хоча наукова фантастика як певний жанр розвинулась з ХХ століття, уявлення про позаземних персонажів з'явилися в літературі з давніх часів, в оповіданні Лукіана Самосатського (120—190 рр. н. е.) «Правдива історія» або пізніше, на зорі наукової ери в «Сомніумі» Кеплера (1634), у «Державах та імперіях Місяця» Сірано де Бержерака (1662), у «Мікромегасі» Вольтера (1752).
Головний герой японської народної казки Х століття TКагуя-хіме повертається на Місяць у Tакеторі моноґаторі («Історія бамбукового різака»), Х століття.Tакеторі моноґаторі (Історія бамбукового різака) — хіме (принцеса) з Місяця, яку під час небесної війни відправили на Землю, де її знайшов і виростив різак бамбука в Японії. Пізніше її забирає назад на Місяць її справжня родина. На ілюстрації в рукописі зображено круглий літальний апарат, що нагадує літаючу тарілку. Приблизно в той же час у «Пригодах Булукії», середньовічній арабській казці з «Тисячі й однієї ночі», описано космос, що складається з кількох світів, деякі з яких більші за Землю, і кожен з яких має своїх мешканців.
Однак, перш за все, починаючи з XVII століття, з винаходом телескопа, виник справжній інтерес до теми життя в інших світах.
Поет-дидакт Генрі Мор підняв класичну тему множинності світів грека Демокріта в «Демокріті Платонісані, або Есе про нескінченність світів» (1646). З нової відносної точки зору була підтримана можливість того, що «Сонце нашого світу / стає зіркою в іншому місці», а також здійснено спекулятивний стрибок позасонячних планет.

Можливість позаземного життя була загальноприйнятою в науковому дискурсі XVII століття, хоча в «Утраченому раю» (1667) Джон Мілтон завбачливо використав умовний спосіб, коли ангел натякнув Адаму на можливість життя на Місяці:
Що, якби світло, що ллється крізь величезне прозоре повітря на земний місяць, було схоже на зірку, яка освітлює його вдень, так само, як він освітлює землю вночі, взаємно, і там була б земля, поля і жителі?

Ти бачиш його плями, немов хмари, а з хмар сходить дощ, і дощі на зволоженій землі приносять плоди, щоб одні могли харчуватися; а інші сонця ти можеш розрізнити у вінку їхніх місяців, які випромінюють чоловіче і жіноче світло, дві великі статі, що одушевляють світ, зібрані на кожній орбіті, і, можливо, там є хтось, хто живе...
«Розмови про множинність світів» Бернара ле Бов'є де Фонтенеля з його подібними екскурсами в можливість позаземного життя розширюють, а не заперечують творчу сферу майстра; в 1686 році вони були перекладені англійською мовою. У «Екскурсіях» (1728) Девід Маллет проголошує: «Десять тисяч світів сяють, кожен зі своїм потягом / населених світів».

### ХІХ століття

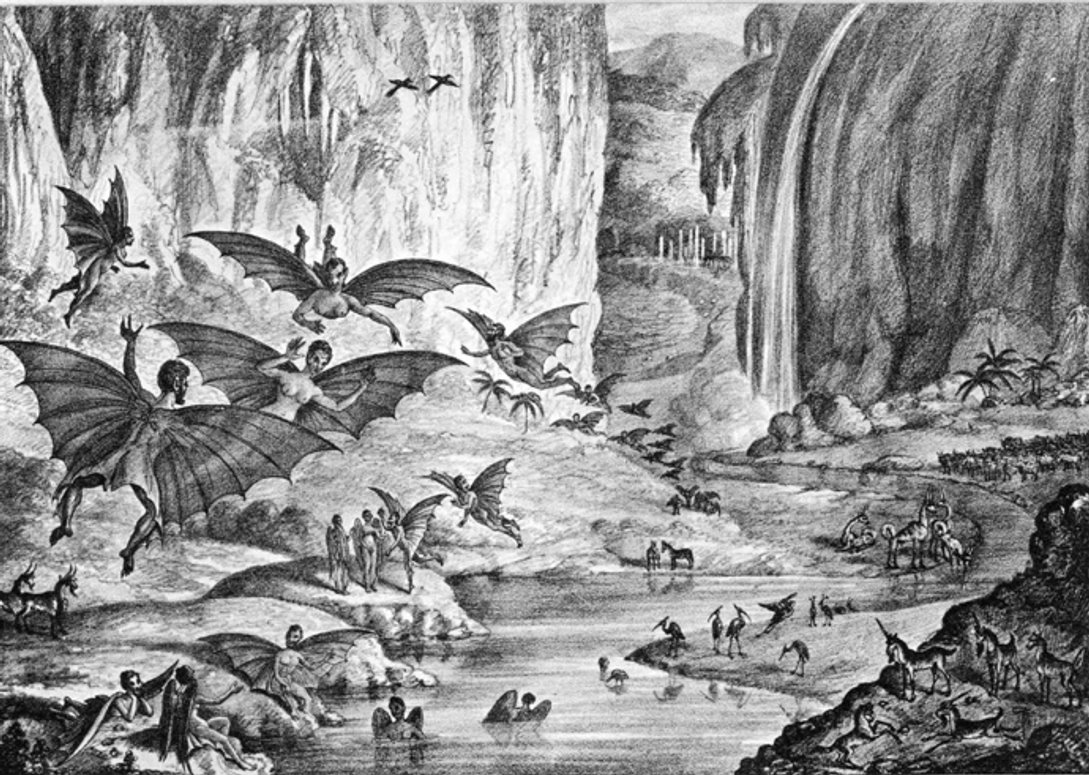
Світ Місяця, описаний у Великому місячному дурисвітстві, 28 серпня 1835 року.

У ХІХстолітті ідея про те, що Місяць та інші планети Сонячної системи були населені, була досить поширеною на популярному рівні, а також серйозно обговорювалася в академічному світі. Крім того, постійне вдосконалення технології рефракційних телескопів передвіщало нові неминучі відкриття. Французький астроном Каміль Фламмаріон (1842—1925), наприклад, усе своє життя залишався переконаним, що існують інші населені планети, і цю концепцію він популяризував у своїх книгах. Фламмаріон, як і популяризатор, також був відомим письменником наукових романів, попередників наукової фантастики, і був одним з перших, хто висунув ідею, що позаземні істоти були справді іншопланетянами, а не просто варіаціями земних створінь.

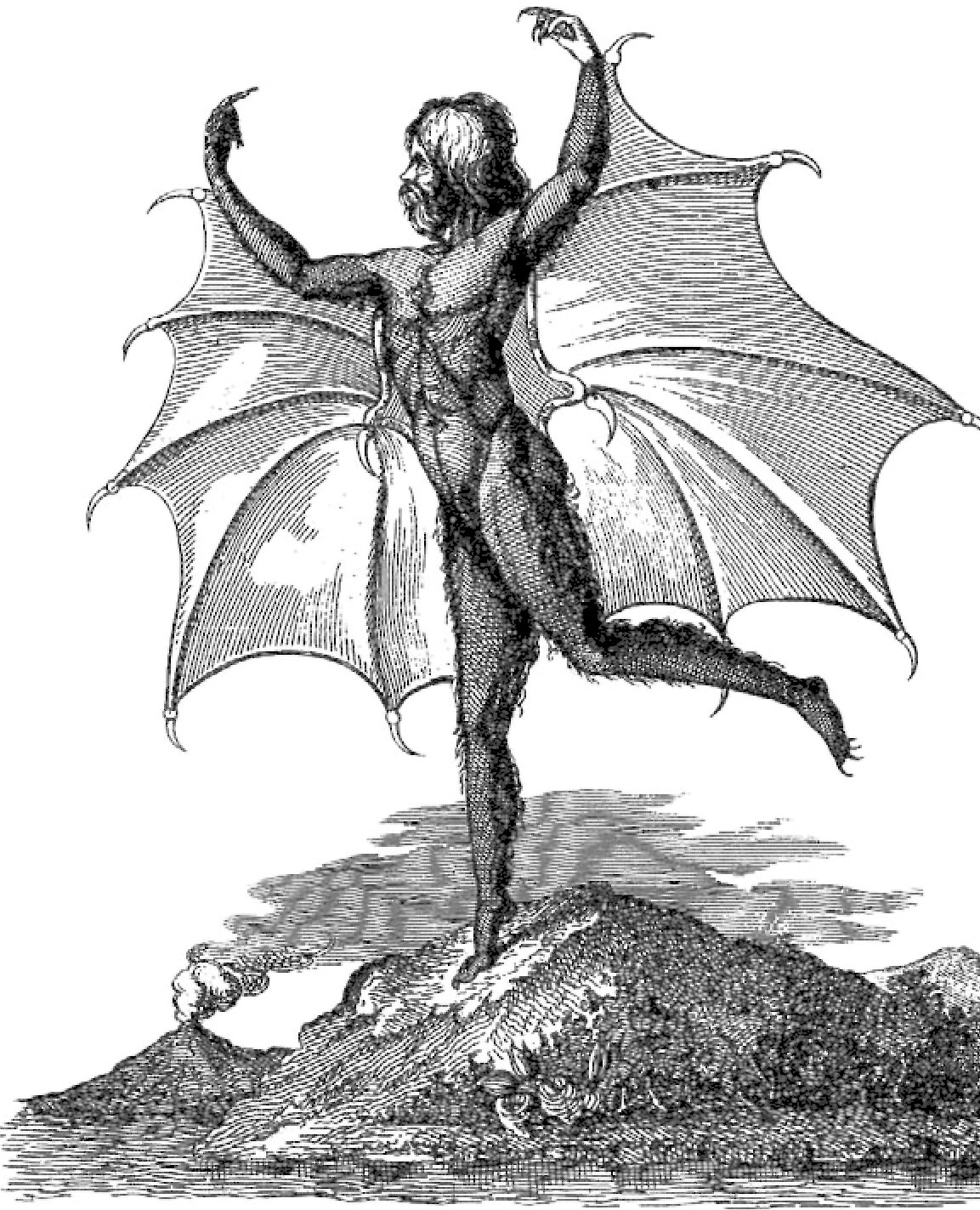
Людина-кажан, що мешкає на Місяці (Vespertilio homo), з італійського видання 1836 року, відомого як Велике місячне дурисвітство.

У 1835 році звістка про відкриття життя на Місяці викликала великий резонанс у громадській думці в серії статей, опублікованих у газеті New York Sun, що різко збільшило її продажі. Ця історія увійшла в історію як Велике місячне дурисвітство. У ньому була описана повна місячна екосистема та розумна раса крилатих людей. Уявні відкриття, помилково приписані серу Джону Гершелю, можливо, найвідомішому астроному свого часу, були сприйняті жителями Нью-Йорка як автентичні, і статтю переклали різними мовами, незважаючи на те, що спочатку вона мала, цілком ймовірно, сатиричний намір: висміювала деякі екстравагантні астрономічні теорії того часу і, зокрема, ідеї преподобного Томаса Діка, який підрахував, що Сонячна система містить 21 891 974 404 480 (понад 21 трильйон) мешканців (один лише Місяць, за його підрахунками, міг би містити 4,2 мільярди). Праці Томаса Діка також були надзвичайно популярними в Сполучених Штатах серед інтелектуалів.

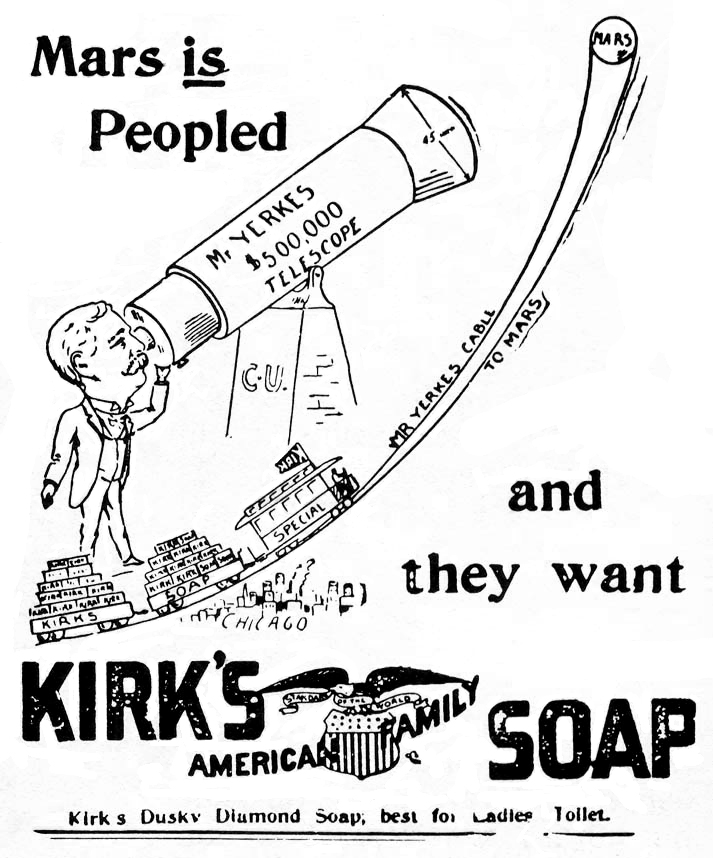
1893 рік — реклама мила в чиказькій газеті. Реклама обігрує відкриття того року рефракторного телескопа діаметром 1 метр (найбільшого такого типу у світі) в обсерваторії Йеркса та ідею про те, що Марс населений розумним життям.

Після Місяця чудовим кандидатом на позаземне життя довгий час вважалася планета Марс. У 1877 році італійський астроном Джованні Вірджиніо Скіапареллі вважав, що він побачив мережу каналів на поверхні Марса, так звані «Марсівські канали». Поширилася ідея, що ці утворення є витворами гідротехніки, створеними розумними видами, щоб вижити у світі, більш сухому, ніж Земля. Американський астроном Персіваль Лоуелл був одним з основних прихильників цієї теорії, яка мала великий популярність. Він стверджував, що канали були побудовані розумними істотами, щоб краще управляти недостатніми водними ресурсами планети, які він уявляв — на відміну від Скіапареллі — вкритими рослинністю.
Наукова полеміка затягнулася на роки, аж до початку 20-го століття, коли було доведено, що канали Скіапареллі були оптичною ілюзією. Уявлення про Марс, порізаний каналами і населений, все ж залишалося живим у народній уяві, в основному завдяки численним науково-фантастичним історіям, дія яких розгорталася на Червоній планеті, принаймні до 1965 року, коли телебачення показало перші фотографії, зроблені Космічним зондом НАСА «Марінер 4» пустельної і негостинної планети.

### Війна світіві вторгнення іншопланетян

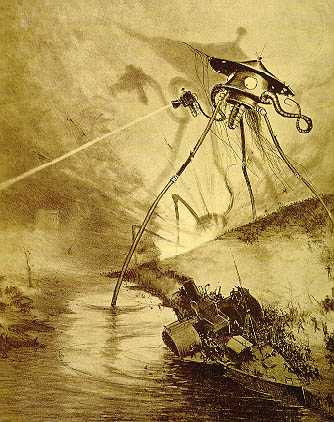
Ілюстрація з французького видання «Війни світів» 1906 року

З романом Герберта Веллса «Війна світів» 1898 року, який реалістично описує вторгнення марсіан на Землю, уявлення про мешканців інших світів рішуче стає частиною колективної уяви.
Хоча до публікації «Війни світів» були й інші історії про іншопланетян та іншопланетне вторгнення, цей роман зазвичай вважається прототипом історій про іншопланетне вторгнення, а Веллсу приписують розробку кількох позаземних тем, які тоді були значно розширені письменниками-фантастами протягом ХХ століття, включаючи перший контакт і міжпланетну війну між різними видами.
Через кілька десятиліть сам Веллс перевернув стереотип злого інопланетянина, який він сам допоміг створити в наступному романі «Зароджена зіркою» (1937): марсіани тут описані як свого роду старші та мудріші брати людства, які керують еволюція людського інтелекту при дозованому опроміненні космічними променями. Починаючи з «Війни світів», страх перед вторгненням «іншопланетян» залишався постійним у багатьох популярних творах. У 1938 році за мотивами роману було знято однойменну радіодраму, яка була створена та з Орсоном Веллсом у головній ролі. Вона була настільки реалістичною і переконливою, що викликала паніку у мільйонів американських радіослухачів.

### Pulp-журнали і золотий вік наукової фантастики

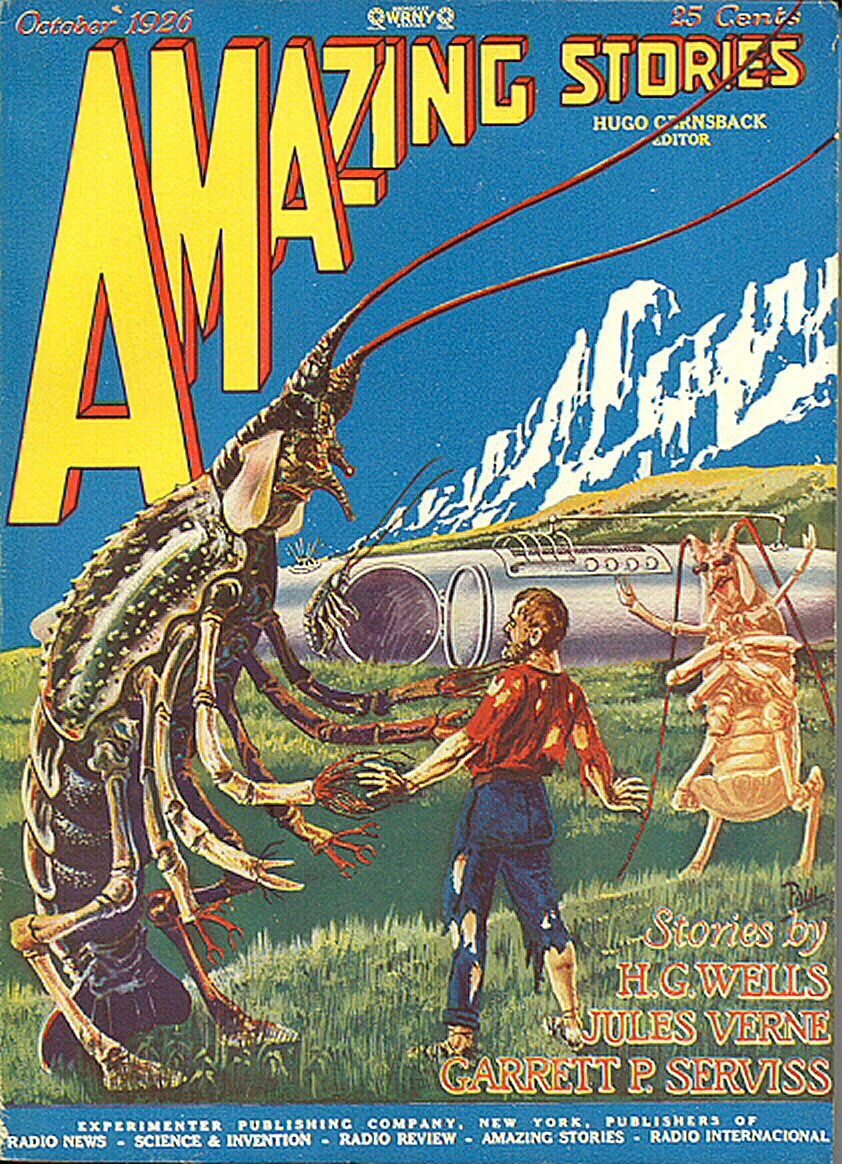
Обкладинка журналу Емейзін сторіз, жовтень 1926 року.

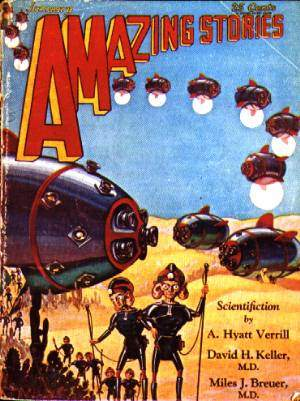
Обкладинка Емейзін сторіз, січень 1930 року, на якій зображені марсіани, якими їх уявляли на той час.

У ранній науковій фантастиці американських Pulp-журналів (1920-1930-ті роки) іншопланетяни часто зображувалися як монстри і загалом як стереотипні персонажі, злі антагоністи героя, або, в кращому випадку, в ролі «напарника» головного героя, який майже завжди був молодим білим чоловіком-землянином. У цих перших пригодницьких оповіданнях та на ілюстраціях до обкладинок часто з'являється персонаж жудоокого монстра (БЕМ), який загрожує дівчині. У золоту епоху наукової фантастики (з кінця 1930-х до початку 1950-х років) часто говорилося, що інопланетяни походять із планети Марс, Венери чи інших місць Сонячної системи, які тоді вважалися загадковими. Пізніше, у міру прогресу астрономічних спостережень і освоєння космосу, їх походження буде перенесено на все більш віддалені планети.
Ще на початку 1930-х років різні автори поставили під сумнів стереотип про іншопланетян як про жорстоких загарбників або воїнів, схожих на людей. Стенлі Вайнбаум у книзі «Марсіанська одіссея» (1934) описує Червону планету, населену миролюбними створіннями, часто такими ж розумними, як люди, але з абсолютно іншою та незбагненною психологією. З того ж року в оповіданні Реймонда З. Геллуна «Старий вірний» марсіанин втікає від деспотичного уряду своєї планети і за допомогою комети досягає Землі, де йому вдається зустрітися з землянами, з якими він встановив радіоконтакт; врешті-решт він гине, бо атмосфера Землі для нього занадто щільна.
Список художніх книг, які містять описи іншопланетян або іншопланетних форм життя, починаючи з роману Веллса і далі, нескінченний. Твори цього типу варіюються від прогностичної чи просто наукової фантастики («Нескінченність» Олафа Стейплдона), до жахів (багато оповідань про «космічний терор» Лавкрафта), космічної опери, космічних пригод, популярних з 1930-х років. У романі «Нескінченність» (1930) Олафа Стейплдона марсіани мають вигляд хмар, здатних телепатично спілкуватися та формувати колективну свідомість на своїй планеті; вони також намагаються вторгнутися на Землю, але їх відбивають, навіть якщо перемога буде фатальною для землян.
Іншопланетяни є головними героями перших науково-фантастичних коміксів, спочатку коміксів і сатиричних, що публікувалися у вигляді стрипів або карикатур у газетах: «Марсозалуми», що з'явилися в 1901 році в New York Journal і «Містер Скайгак з Марса» з 1907 року. У «Флеш Ґордоні» 1934 року головний герой катапультується на інопланетний планетоїд Монго, населений багатьма різними расами. Найвідоміший персонаж позаземного походження, Супермен, з'являється у 1938 році.

### З 1950-х років
Період після Другої світової війни ознаменувався початком холодної війни, що знайшло відображення у знову популярному образі злого прибульця, який грізно збирається завоювати Сполучені Штати за допомогою жахливої зброї. Найбільша хвиля фільмів про вторгнення інопланетян відбулася між підйомом Джо Маккарті в 1950 році та запуском Супутника в 1957 році. Космічні перегони, які велися в рамках холодної війни між США і СРСР, викликали відновлення інтересу до дослідження космосу і його можливих мешканців.
З появою уфології наприкінці 1940-х і особливо в 1950-х роках інопланетяни з вигаданого елементу і філософської теми перетворилися на об'єкт дослідження з науковими амбіціями. Після десятиліть безрезультатних досліджень, відсутність наукових результатів, які могли б довести — або виключити — позаземне походження феномену НЛО, не зменшила популярності іншопланетян, залишаючи позаземну істоту загадковою, таємничою фігурою, відкритою для будь-якої інтерпретації. Тому вона продовжує залишатися благодатним ґрунтом для оповідачів, які можуть адаптувати її для будь-якої ролі у своїх історіях, навіть алегоричних.
У «Марсіанських хроніках» (1950) Рея Бредбері Марс завойований і колонізований землянами. Марсіани — стародавня і мудра раса в меланхолійному занепаді, призначена на швидке зникнення. Існує очевидна паралель із завоюванням Нового Світу: люди поселяються на марсіанській землі, не звертаючи уваги на корінне населення, яке гине від хвороб, принесених із Землі, як це сталося з корінними американцями.
На хвилі уфології народилися і релігійні культи, зокрема раеліанство, яке увібрало в себе елементи теософії та східних релігій. Загалом ці вірування висувають фігуру мудрих і доброзичливих інопланетян, однак не обійшлося і без фігури злого прибульця, яка в цій релігійній сфері більше нагадує міфи і символи християнської демонології.
З Новою хвилею 1960-1970-х років та «соціальною фантастикою» іншопланетяни в художній літературі відмовилися від простої ролі жорстоких загарбників, щоб отримати більшу увагу до своєї психологічної та культурної складової, долаючи стереотипи і все частіше стаючи справжніми протагоністами наративу, що поглиблювало опис їхнього середовища проживання та цивілізації; з'явилися історії, які повністю розгорталися в інопланетних контекстах і розповідалися з точки зору інопланетян, для позначення яких і був винайдений термін «ксеномоція» (від англ. «ксеноморфологія» — від лат. «xenofiction»).
У романі «Чужинець на чужій землі» (1961), Роберта Гайнлайна, мудрі та стародавні марсіани виховують людського героя, сироту, який повертається на Землю наприкінці свого підліткового віку, щоб дізнатися про «чужу» для нього людську культуру. Контркультура кінця 1960-х зазнала впливу цієї книги через її лібертаріанські теми та піднесення «вільного кохання».
Список художніх книг, що містять описи інопланетян або інопланетних форм життя, нескінченний. Твори цього типу варіюються від фантастики передбачення або проєктування («Чорна хмара» (1957) Фреда Гойла), філософської історії (як у деяких творах Станіслава Лема, де інопланетянин зазвичай є загадкою: наприклад, «Соляріс», «Фіаско»), фільмів жахів і дитячих казок («Інопланетянин на рівних» і «Хлорофіл з блакитного неба» Б'янки Пітцорно) до традиційної космоопери.
Інопланетяни — більш чи менш мальовничі — регулярно з'являються (навіть як головні герої) у фільмах, телесеріалах і коміксах.

## Гуманоїдні інопланетяни

### Зелені чоловічки

Зелений чоловічок

Повторюваний вислів, що вказує на іншопланетян, — «зелені чоловічки», що стосується стереотипних образів іншопланетян. Їхнє зображення може значно відрізнятися, але здебільшого вони представлені як людиноподібні істоти, менші за людський зріст, голі, з великою головою (що свідчить про високорозвинений інтелект), великими очима без зіниць, ледь наміченим носом і тонкими кінцівками; іноді на голові у них є вусики.
Ярлик «зелені чоловічки», часто використовуваний у жартівливому та пародійному сенсі, залишався асоційованим з марсіанами протягом багатьох років. Зелений колір на позначення інопланетян, можливо, походить з роману Едгара Едгара Райса Берроуза «Принцеса Марса» (1912), де описуються різні види марсіан, у тому числі раса із зеленою шкірою. У наративній традиції зелений колір всюдисущий, щоб викликати магічні та примарні істоти; Клод Лекуто у своєму есе «Зелені та ельфи у моєму віці» стверджує, що цей колір є прерогативою сил потойбічного життя.
Зелений колір, що асоціюється з інопланетянами, після Берроуза був підхоплений багатьма іншими авторами і навіть з'явився в деяких випадках у назвах їхніх творів, як у романі Гарольда Шермана «Зелена людина» (1946, на Емейзін сторіз) і в продовженні «Зелена людина повертається» (1947), де зеленошкірий месія спускається на Землю з літаючої тарілки або в оповіданні Деймона Найта «Третя маленька зелена людина» (1948, на Планет Сторіз). Зелені інопланетяни також з'являлися на обкладинках пульп-журналів із пригодами Флеша Гордона та Бака Роджерса і навіть у мультфільмах Warner Brothers, де в 1948 році з'явився комічний персонаж марсіанина Марвіна (Марсіанин Марвін або Командор Х-2), маленького, войовничий інопланетянин у зеленій формі.
Зелені чоловічки є головними героями, наприклад, роману Мака Рейнольдса «Справа зелених чоловічків» (1951), в якому детектив розслідує злочини інопланетян, що живуть на Землі серед людей. Фредрік Браун у своєму романі «Марсіани, повертайтеся додому» (1954) з гумором описує раптове вторгнення мільйонів зелених марсіан, нематеріальних і по суті мирних, але нестерпних у своїй настирливості.

### Сірі

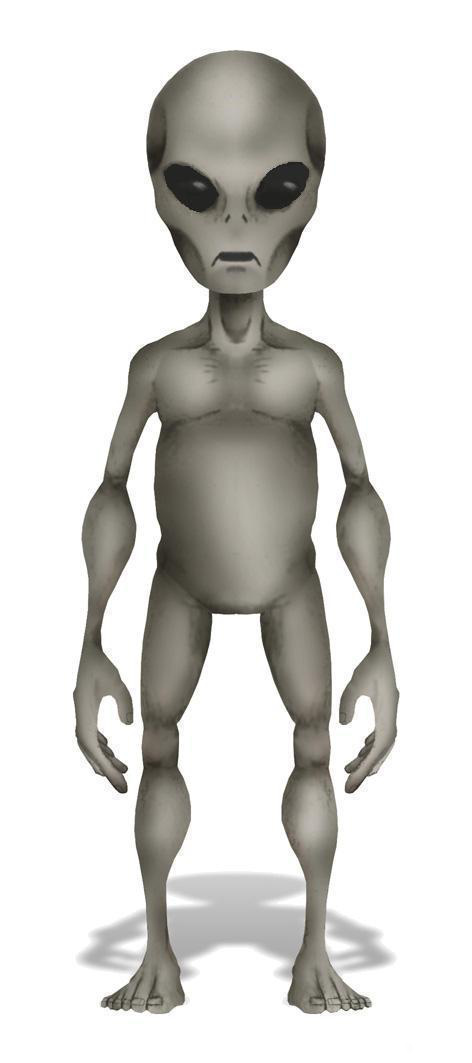
Художнє зображення «сірого», типу інопланетян, дуже популярних у НЛО та науково-фантастичних образах.

«Сірі» замінили зелених чоловічків як позаземний стереотип у масовій культурі ззавдяки популярності, яку їм надали уфологічні публікації, які, однак, також пропонують інші уявлення про інопланетян, такі як доброзичливі «нордики» (присутніх насамперед в європейській уфологічній уяві), кровожерливі рептилоїди або жорстокіінсектоїди.
Сірі вперше помітно з'явилися в кінематографі у фільмі 1977 року «Близькі контакти третього ступеня», в якому режисер Стівен Спілберг використав схожих на дітей інопланетян як творчу метафору.

## Зооморфні інопланетяни

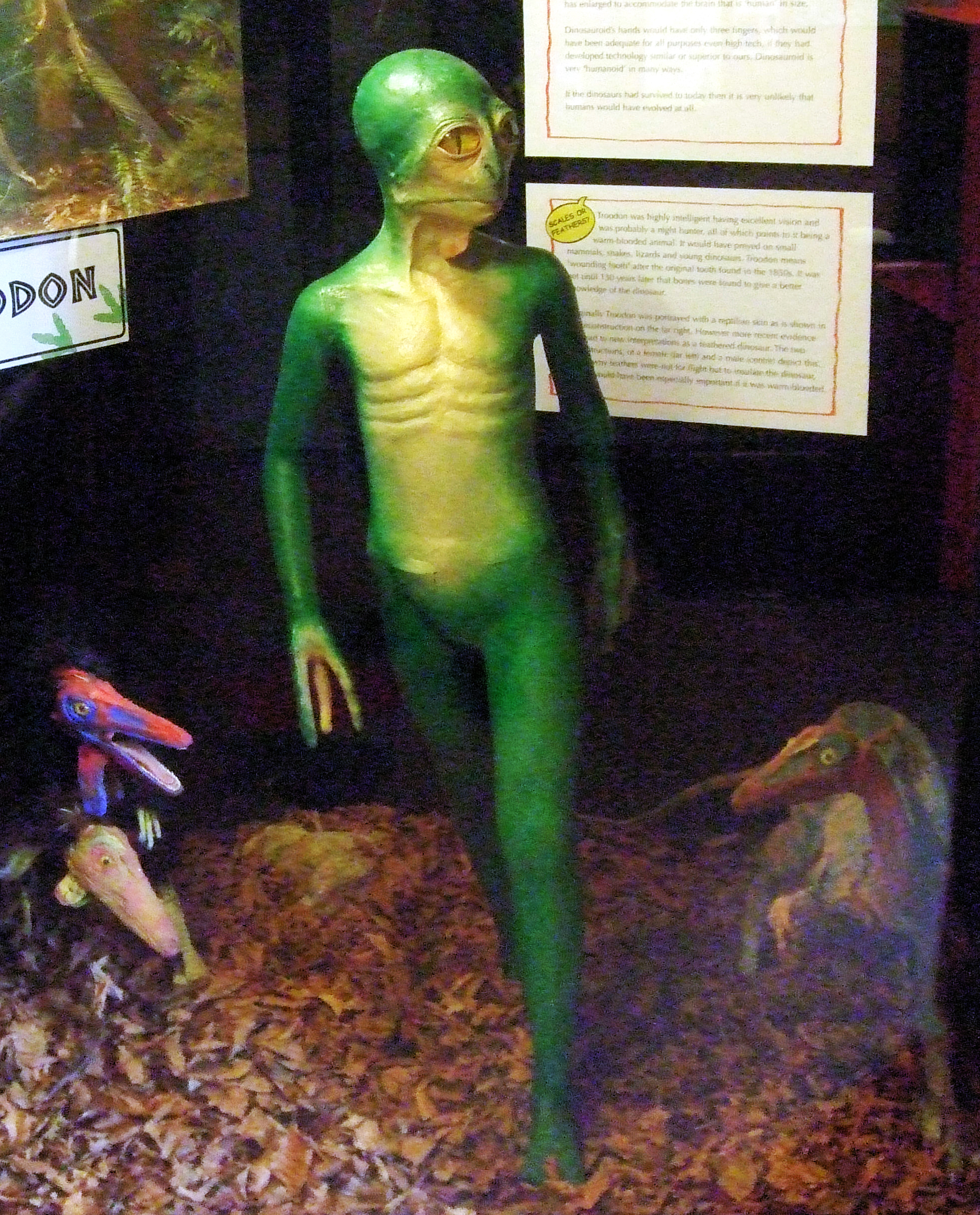
Рептилоїд

До цієї широкої категорії належать інопланетяни, зображені зі змішаними характеристиками людини і земних тварин. Найвідомішими з цього типу інопланетян є рептилоїди — популярні серед уфологів — та інсектоїди.
Інопланетяни у формі рептилій є головними героями телевізійного серіалу «Відвідувачі», де вони з'являються в людському вигляді.
Комахоподібні прибульці з'являються в телесеріалі «Зоряний шлях: Ентерпрайз», де вони представляють один із видів народу сінді.

## Інші види інопланетян
Уявлення про інопланетян не обмежується антропоморфними або зооморфними істотами.
Вже у згаданому вище романі Герберта Веллса марсіани представлені як істоти зі щупальцями з натяками на позаземну біологію. Звідси випливають інші уявлення про більш-менш монструозних інопланетян. Мюррей Лейнстер в оповіданні «Проксима Центавра» (1935) описує інопланетян як дуже лютих рослинних монстрів, розумних, але канібалів. Багато сутностей, які містяться в історіях Говарда Лавкрафта, часто описуються як вихідці з інших світів (інших планет, інших галактик або інших планів існування).
З іншого боку, К. С. Льюїс у романі 1938 року «Далеко від тихої планети» описує елділу, енергетичних істот (у контексті — науково-фантастичну версію янголів).
Хоча ці інопланетяни можуть бути схожі на міфічних істот, інші автори натомість хотіли описати зовсім інші форми живих істот. Вже Йоганн Кеплер у «Сомніумі» (опублікованому посмертно в 1634 році) зрозумів, що нерегулярний місячний клімат і несприятливий рельєф місцевості призвели до появи рослин і тварин, дуже відмінних від земних, і замість того, щоб створити місячну цивілізацію, подібну до земної, він описав істот (можливо, лише тварини, можливо, ні), з короткою тривалістю життя, які постійно мігрують, щоб уникнути різких змін температури та ворожих умов життя.
Інші більш незвичайні форми життя вже згадувалися в цій статті, як-от розумні колонії марсіанських бактерій Олафа Степлдона («Нескінченність», 1930) і «Чорна хмара» Фреда Гойла (1969) (у романі насправді припускається, що це є загальною формою життя у Всесвіті); знову ж таки Мюррей Лейнстер у оповіданні «Самотня планета» (1949) передбачив Соляріс, розповідаючи про гігантську масу розумної протоплазми, яка охоплює цілу планету, по суті з добрих намірів; Майкл Крайтон у романі «Андромеда» (1969) описує інопланетний (нерозумний) вірус.
Ще інші автори перейшли до форм життя, не заснованих на хімії вуглецю: можливо, останнім зразком є «Яйце дракона» (1980) Роберта Л. Форварда, де метаболізм інопланетян базується на ядерних, а не на хімічних реакціях, з ефектами на шкалі часу: протягом кількох земних днів цілі цивілізації проходять через ці форми життя, поки вони швидко не перевершують саму земну цивілізацію. Натхненням для цієї історії стало есе астронома Френка Дональда Дрейка.
Іншим екстремальним випадком, більш грайливого характеру, є Dkrtzy RRR, розумне математичне рівняння. Цей персонаж, винайдений Аланом Муром, з'являється в коміксах і може вважатися сутністю меметичної природи, як, наприклад, програмне забезпечення. Це рівняння було відкрито (або сконструйовано) позаземним математиком і, в контексті історії, працює та співпрацює з іншими сутностями.

## Перший контакт

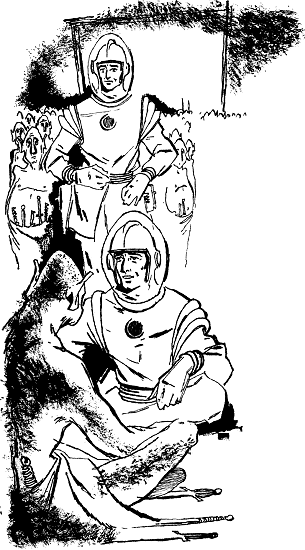
Зустріч між землянами та прибульцями на іншій планеті, як уявляють у багатьох науково-фантастичних творах. Ілюстрація Скаттергуда до оповідання Роберта Шеклі «Перегони воїнів», Галактика, наукова фантастика, листопад 1952 року.

Тема, яка завжди була пов'язана з інопланетянами, уявляє, як могла б відбутися перша зустріч з ними і до яких наслідків — корисних чи катастрофічних — це може призвести для людського роду.
Цій темі присвячені цілі серії. Класикою є серія романів «Фрі Трейдери» (з 1966 року) Андре Нортон. Сучасне та науково точне лікування, яке використовує радіосигнали замість космічних кораблів, можна знайти в романах «Слухачі» (1972) Джеймса Ганна та «Контакт» (1985) астрофізика Карла Сагана, справжніх маніфестах проекту SETI. Оригінальною варіацією на цю тему є роман Джеймса Вайта «Зустріч у безодні» (1965), оскільки дія відбувається в підводному середовищі на Землі та абсолютно незвичними способами.
День, коли Земля зупинилась, фільм 1951 року, заснований на оповіданні Гаррі Бейтса «Прощання з господарем» (1940), показує непорозуміння і атмосферу недовіри, які можуть позначити і зруйнувати успішний результат першого контакту між земною цивілізацією і розвиненішою цивілізацією на Землі.

## Іншопланетяни в кіно і на телебаченні

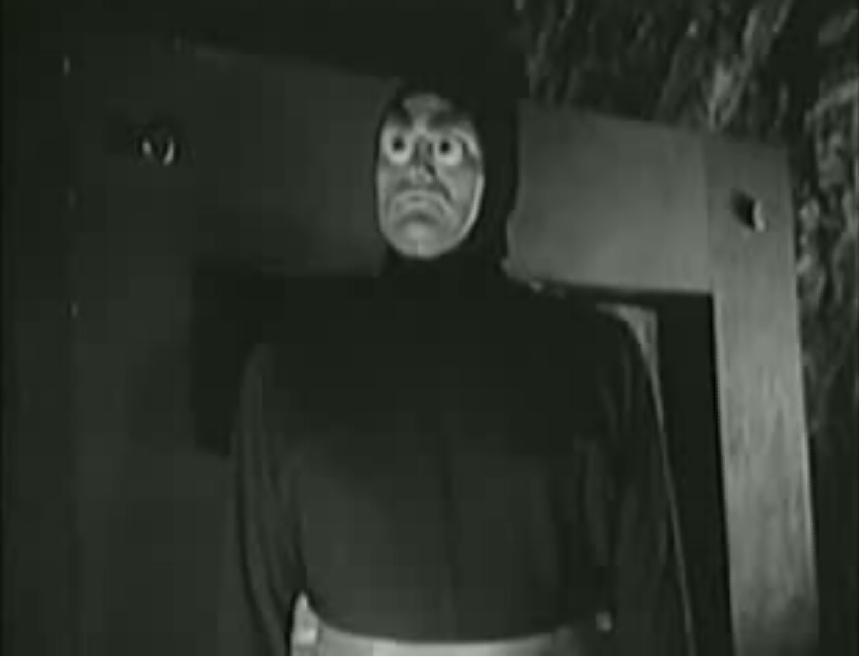
Інопланетянин у фільмі 1954 року «Убивці з космосу».

Першим фільмом, у якому з'являються іншопланетяни, а точніше селеніти, є «Подорож на Місяць» Жоржа Мельєса 1902 року, який також вважається першим науково-фантастичним фільмом. Мешканці Місяця представлені як гротескні істоти, схожі на гоблінів, без будь-яких претензій на науковість. Далі в 1918 році вийшов менш відомий данський фільм «Небесний корабель» Хольгера-Мадсена, де з'являються марсіани, англійський «Перші люди на Місяці» Брюса Гордона та Дж. Л. В. Лі (1919) з жителями Місяця та радянський фільм «Аеліта» режисера Якова Протазанова (1924), знову з марсіанами.
Найбільша хвиля фільмів про вторгнення іншопланетян припала на епоху між появою Джо Маккарті в 1950 році та запуском супутника 1 у 1957 році. Ці голлівудські фільми відтворюють антикомуністичну параноїю, що панувала в Сполучених Штатах того часу, хоча й без прямого звернення до пекучих проблем маккартизму та «червоної загрози». На цьому історичному етапі інопланетяни майже завжди зображуються як злі чужоземні загарбники, за епізодичними винятками (такими як фільми «Ультиматум Землі» 1951 року, «Цей острів Земля» 1955 року, «Діти космосу» 1958 року).
З 1950-х років присутність іншопланетян стала постійною темою в кіно та телевізійних шоу; фільмів, у яких фігурують інопланетяни — навіть з пародійною метою — зараз обчислюються сотнями; так само як і телевізійні серіали. Щодо останніх, то першими в хронологічному порядку є британський серіал «Доктор Хто» (з 1963 року) та американський серіал «Загублені в космосі» (1965—1968) і «Зоряний шлях» (1966—1969). В оригінальному серіалі «Зоряний шлях» зустріч з «новими формами життя та новими цивілізаціями» є центральним елементом, а серіали, що продовжували протягом багатьох років, показували велику кількість різних позаземних видів (понад 400, майже завжди гуманоїдного типу).
В останні роки слід згадати телевізійний серіал «Цілком таємно», який значною мірою спирався на теми американської масової культури, такі як теорії змови про НЛО.

## Примітка
1. ↑  Giacomo Devoto, Gian Carlo Oli, Nuovo vocabolario illustrato della lingua italiana, vol. 1 p. 84, Le Monnier, 1987.
2. ↑  Luigi Castiglioni, Scevola Mariotti, Vocabolario della lingua latina, Loescher, 1976, p. 71
3. ↑  Somnium, Seu Opus posthumum de astronomia lunari (лат.). Francoforte: Sagan. 1634. Testo originale su Google libri
4. ↑  Richardson, Matthew (2001). The Halstead Treasury of Ancient Science Fiction. Rushcutters Bay, New South Wales: Halstead Press. ISBN 1-875684-64-6. (cfr. Once Upon a Time. Emerald City (85). settembre 2002. Процитовано 17 settembre 2008.)
5. ↑  Irwin, Robert (2003). The Arabian Nights: A Companion. Tauris Parke Paperbacks. с. 204 & 209. ISBN 1-86064-983-1.
6. ↑  More, Henry (Cambridge 1646). Democritus Platonissans, or an Essay Upon the Infinity of Worlds out of Platonick Principles.  {{{name}}} у проєкті «Гутенберг»
7. ↑  «Сонце нашого світу / Стає зіркою деінде»
8. ↑  Холодні сфери, що їх оточують;
Які самі по собі цілком мертві та безплідні,
Але пробуджуючим теплом ласкавих днів,
І солодкі росяні ночі, з часом піднімають
Довго приховані форми і життя, на славу їхнього великого Творця.
9. ↑  Milton, John (1667). Paradise Lost.
10. ↑  Traduzione tratta da http://www.fisicamente.net/SCI_FED/index-780.htm Оригінальний текст:
 {{citation}}: Порожнє посилання на джерело (довідка)
11. ↑  Fontenelle, Bernard le Bovier de (1686). Conversations on the Plurality of Worlds.
12. ↑  «Ten thousand worlds blaze forth; each with his train/Of peopled worlds.» Mallet, David (1728). The Excursion.
13. ↑  Camille Flammarion, La Planète Mars et ses conditions d'habitabilité, Paris: Gauthier-Vallars et Fils, 1892. (Testo originale completo)
14. ↑  P. Chambers — Life on Mars; The Complete Story, Blandford, Londra, 1999, ISBN 0-7137-2747-0
15. ↑  Flammarion, (Nicolas) Camille (1842—1925)— The Internet Encyclopedia of Science
16. ↑  The Extraterrestrial Life Debate, 1750-1900. Courier Dover Publications, 1999. с. 214, 215. ISBN 0-486-40675-X.
17. ↑  Наприклад, у 1824 році професор астрономії Мюнхенського університету Франц фон Паула Грюйтгайзен опублікував статтю під назвою «Відкриття багатьох виразних слідів місячних мешканців». Гройтхайзен стверджує, що спостерігав різні відтінки кольору на поверхні Місяця, які він співвідніс з кліматичними та рослинними зонами. Він також помітив геометричні лінії і форми, які, на його думку, вказували на існування стін, доріг, укріплень і міст.
18. ↑  Thomas Dick, The Christian Philosopher, or the Connexion of Science and Philosophy with Religion, 1823.
19. ↑  Ralph Waldo Emerson, ad esempio, fu uno dei suoi sostenitori.
20. ↑  Flynn, John L. (2005). War of the Worlds: From Wells to Spielberg. Galactic Books. с. 18—19. ISBN 0-9769400-0-0.
21. ↑  Alieni a fumetti. Treccani.it. 27 ottobre 2006.
22. ↑  Treccani, il portale del sapere. Treccani (італ.). Процитовано 7 квітня 2025.
23. ↑  Treccani, il portale del sapere. Treccani (італ.). Процитовано 7 квітня 2025.
24. ↑  Christopher Partridge, 2004
25. ↑  Les nains et les elfes au Moyen Âge (вид. 2ª ed.). Imago. 1988. ISBN 2-902702-44-2.
26. ↑  [недоступне посилання — [http://community-2.webtv.net/Ace-Detective/Greenman/ Greenman історія]]
27. ↑  Bibliography: The Third Little Green Man
28. ↑  (англ.)«Kepler's Somnium: Science Fiction and the Renaissance Scientist».
29. ↑  Drake, F.D. (dicembre 1973). Life on a Neutron Star: An Interview with Frank Drake. Astronomy (англ.): 5—8.
30. ↑  Green Lantern (vol. 2) n.188 (maggio 1985)
31. ↑  Sennonché Dkrtzy RRR lavora nelle menti pensanti e non sui computer.
32. ↑  In realtà, già in una delle prime storie di Alan Moore un gruppo di astronauti si imbatte in un'idea ossessiva. («Future shocks», 1981)
33. ↑  Il racconto lungo è stato pubblicato in Italia da De Carlo Editore con il titolo Klaatu, prologo a un'invasione (1973).
34. ↑  HyperTrek. Архів оригіналу за 6 лютого 2022. Процитовано 13 жовтня 2023.

### Використані джерела
- Pino Blasone, Io, l'altro, l'alieno, in Intercom, 2000
- M. J. Crowe, The Extraterrestrial Life Debate 1750-1900. The Idea of a Plurality of Worlds from Kant to Lowell, Cambridge 1986
- (фр.) Ch. Darmon, L'épicurisme et les fables du monde: remarques sur Gassendi et Cyrano, «Littératures et classiques», XXII, 1994, 3, pp. 87–125.
- Camille Flammarion, La pluralité des mondes habités, Paris 1882.
- Roy Menarini, 27 giugno 2012. Alieno (італ.). {{cite web}}: Проігноровано невідомий параметр |encyclopedia= (довідка)
- Roy Menarini, Il cinema degli alieni [Архівовано 31 dicembre 2008 у Wayback Machine.], Falsopiano, Alessandria, 1999
- M. H. Nicolson, A world in the Moon. A Study of Changing Attitude toward the Moon in the Seventeenth and Eighteenth Centuries, Northampton 1935.
- M. H. Nicolson, Voyages to the Moon, New York 1948.
- Luigi Pachì, Alieni al cinema, in Delos Science Fiction n. 24, anno IV, marzo 1997
- Christopher Partridge (2004). Religion n.34 (ред.). Alien demonology: the Christian roots of the malevolent extraterrestrial in UFO religions and abduction spiritualities (PDF) (англ.). с. 163-189.
- Christopher F. Roth, Ufology as Anthropology: Race, Extraterrestrials, and the Occult. In E.T. Culture: Anthropology in Outer Spaces, a cura di Deborah Battaglia. Durham, N.C.: Duke University Press, 2005.
- Carl Sagan, Il mondo infestato dai demoni - La scienza e il nuovo oscurantismo (The Demon-Haunted World: Science as a Candle in the Dark, 1996); capitolo 4: "Alieni"

### Інсайти
- M. Carità (2000). Intercom (ред.). L'alieno nel cinema. Архів оригіналу за 1 maggio 2008. Процитовано 8 ottobre 2010. {{cite web}}: Недійсний |deadurl=sì (довідка)
- David J. Darling (2000). Three Rivers Press (ред.). The extraterrestrial encyclopedia: an alphabetical reference to all life in the universe (англ.). ISBN 0-8129-3248-X.
- George Edgar Slusser, Eric S. Rabkin (1987). SIU Press (ред.). Aliens: the anthropology of science fiction (англ.). ISBN 0-8093-1375-8.